# 斯科特維爾 (北卡羅萊納州)
斯科特維爾（英語：Scottville）是位於美國北卡羅萊納州亞利加尼縣及阿什縣的非建制地區。

## 地理
斯科特維爾所處的海拔為高於海平面870米（即2854英呎），而該地所採用的時區為UTC-5，即北美东部时区（EST）。同時該地設有夏令時間，為UTC-5調快一小時，即UTC-4（EDT）。